# ستونچه کرکی
ستونچه کُرکی (نام علمی: Austrocylindropuntia floccosa) نام یک گونه از سرده کاکتوس‌های ستونی جنوبی است.